# Українська економічна висока школа
Украї́нська Економі́чна Висо́ка Шко́ла (УЕВШ) у Мюнхені, заснована 1945 за дозволом американської окупаційної влади, 1951 визнана баварським міністерством освіти, але того ж року ліквідована внаслідок масового переселення українців за океан. 1945—1951 в педагогічному складі перебувало 17 професорів, 15 доцентів, 14 лекторів та 8 асистентів; іматрикульовано 365 студентів, у тому ч. 81 закінчили школу як дипломовані економісти; видано 21 скрипт. Ректорами були: ініціатор школи Борис Мартос (1945—1949) і К. Косенко (1949—1951). При УЕВШ діяли Студентська Громада та Українське наукове товариство економістів, яке 1947 перетворилося на секцію УВАН.